# Chessmaster
Chessmaster是育碧软件公司发行的一款国际象棋游戏，它不仅提供了一个与众多实力相当高的计算机选手对弈的机会，还提供了能帮助玩家提供游戏水平的工具，如错棋分析、测验、开局学习等。游戏还提供了新的在线功能。包含了大量的个人指导和象棋资料，还有介绍国际象棋规则和战略的指南。该游戏画面相当精彩，尤其是不同的角色和战斗动画，甚至能引起不少初学者不小的兴趣。程序中有大量各个水平的虚拟棋手可供对战，等级（大师分）从十余分至超过2700分不等，同时各个棋手还有自己的特点（Personalities），如偏向进攻、保守、善于快棋等等。
Chessmaster 9000曾于2002年9月在一次四局战中以2.5-1.5的比分战胜美国国际象棋大师Larry Christiansen。Chessmaster的棋步由John Merlino（当时Chessmaster的项目主管）来操作。此次比赛中Chessmaster使用了4个虚拟人物：前三位都是基于“真实”的国际象棋大师：Alexander Alekhine，Bobby Fischer和Mikhail Botvinnik。最后一局比赛使用了默认的Chessmaster。Christiansen胜了第1局，输了2、3两局，而最后一局是平局。